# Quadrigyrus brasiliensis
Quadrigyrus brasiliensis är en hakmaskart som beskrevs av Machado 1941. Quadrigyrus brasiliensis ingår i släktet Quadrigyrus och familjen Quadrigyridae. Inga underarter finns listade i Catalogue of Life.